# Ferrari SF90 Stradale
El Ferrari SF90 Stradale és el primer automòbil superesportiu híbrid endollable produït pel fabricant italià Ferrari i comercialitzat a partir de 2019 com a successor del LaFerrari. El seu nom fa referència als 90 anys de la Scuderia Ferrari fundada el 1929 i al nom del monoplaça de la mateixa marca en la Fórmula 1 de la temporada 2019: el Ferrari SF90.

## Presentació
El Ferrari SF90 Stradale va ser presentat el 29 de maig de 2019 a Maranello. Casualment, el SF90 Stradale va ser presentat el mateix dia de l'enterrament, a Viena (Àustria), de l'expilot de la Fórmula 1 Niki Lauda, mort el 20 de maig de 2019.
El SF90 Stradale, és el primer model híbrid recarregable de sèrie del fabricador italià del Cavallino Rampant, exceptuant el súper automòbil híbrid (no endollable) Ferrari LaFerrari.

## Especificacions

### Bateria i modes de conducció
A més del motor de combustió interna, està equipat amb una bateria d'ió de liti de 7,9 kWh (28 MJ) per al frenat regeneratiu, donant al cotxe un abast elèctric de 26 km. Compta amb quatre maneres de conducció, depenent de les condicions del camí. Aquests modes són l'E-Drive, en el qual s'usen solament els motors elèctrics. En la manera híbrida, s'usen tant el motor de gasolina, com els elèctrics, que és la manera predeterminada del cotxe . La manera Performance manté funcionant el motor a fi de carregar les bateries i manté la resposta del cotxe, per a així optimitzar el rendiment. La manera Quality (qualitat) usa la planta motriu al seu màxim potencial.

### Transmissió

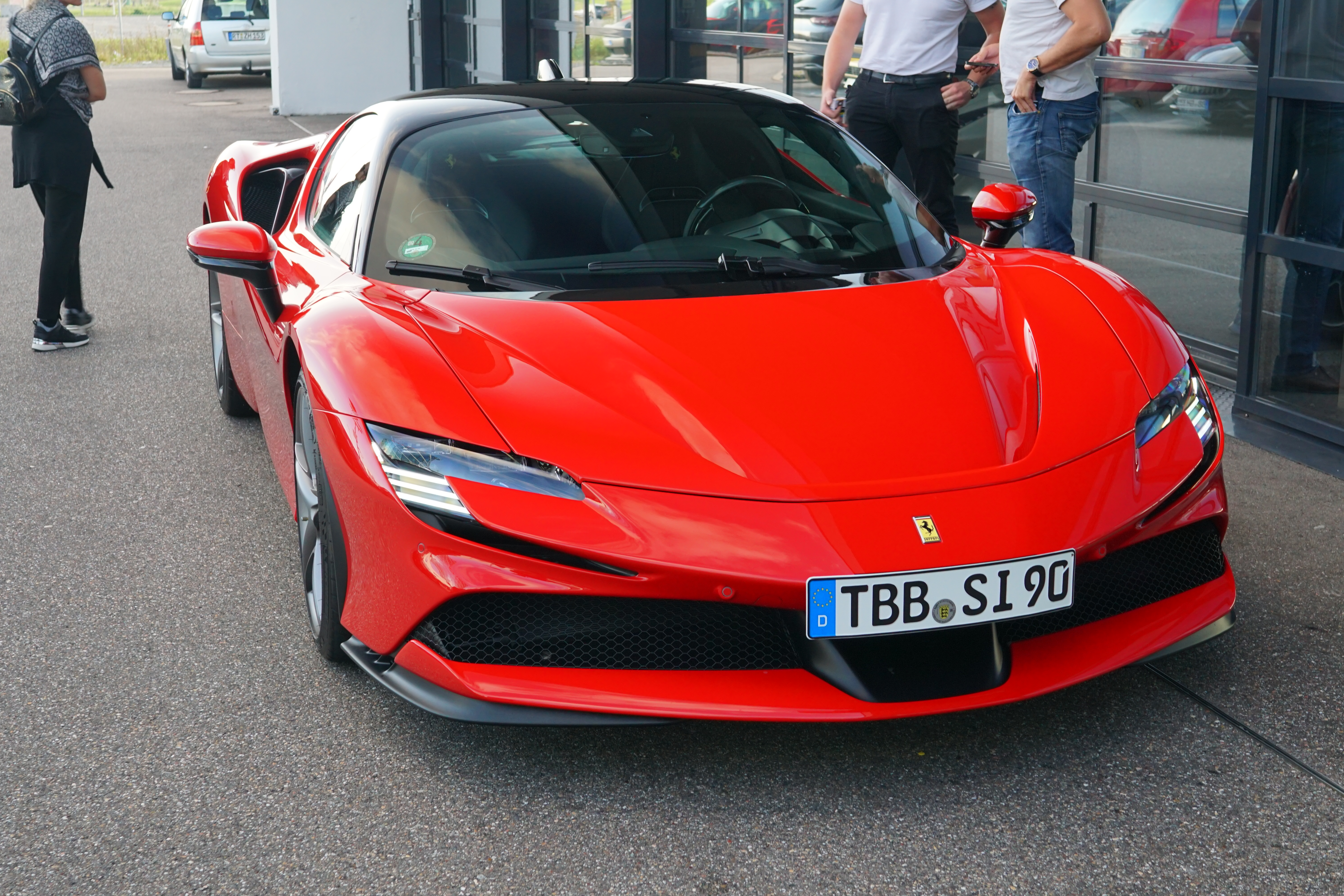
Ferrari SF90 Stradale

El V8 està acoblat a una nova caixa del canvi de doble embragatge de vuit velocitats i és més compacta que les existents de set velocitats, usades per altres ofertes del fabricador, a causa de l'absència de la dedicació en la reversa i al fet que els motors elèctrics muntats en l'eix davanter, proporcionen la reversa. Aquesta nova transmissió també realitza els canvis de les marxes un 30% més ràpid.

### Interior
Una pantalla corba de 16 polzades situada darrere del volant, desplega diverses estadístiques vitals del cotxe al conductor. El cotxe també empra una nova pantalla frontal de visualització que pot ser reconfigurada per si mateixa, d'acord amb el mode de conducció seleccionat. El volant es caracteritza per tenir múltiples capacitats d'interfícies tàctils per a controlar les diverses funcions del cotxe. L'interior també canalitza el so del motor al conductor, d'acord amb el fabricant.

### Xassís
El xassís del cotxe combina alumini i fibra de carboni per a millorar la rigidesa estructural i proveir d'una plataforma més adequada per al sistema híbrid. El cotxe té un pes total de 1,570 kg, després de combinar-ho amb els 270 kg que pesa el sistema elèctric.

### Acompliment
Ferrari afirma que és capaç d'accelerar de 0 a 100 km/h en 2.5 segons, de 0 a 200 km/h en 6.7 segons; i pot aconseguir una velocitat màxima de 340 km/h.

## Disseny
El fabricant afirma que el SF90 Stradale pot generar 390 kg de càrrega aerodinàmica a 250 km/h, a causa dels nous descobriments en aero i dinàmica tèrmica. La característica principal del disseny és l'aleró posterior de dues peces, que és una aplicació del DRS (Sistema de reducció d'arrossegament) utilitzat a la Fórmula 1. El SF90 Stradale utilitza una evolució dels generadors de vòrtexs de Ferrari muntats en la part davantera de l'automòbil.
La part posterior de l'acte transporta molts elements icònics d'estil Ferrari, com els contraforts voladors. La coberta del motor s'ha mantingut el més baixa possible per a maximitzar el flux d'aire. El perfil lateral darrere es remunta als utilitzats per la marca en la dècada de 1960 en el Ferrari 330 P3/4.